# Dotzigen
Dotzigen é uma comuna da Suíça, situada no distrito administrativo de Seeland, no cantão de Berna. Tem 4,3 km² de área e sua população em 2018 foi estimada em 1.457 habitantes.